# Lutcher (Louisiane)
Lutcher est une ville de la paroisse de Saint-Jacques en Louisiane. 

## Historique
La petite cité de Lutcher se développa à partir des années 1880 avec l'installation d'une scierie appartenant à Henry Lutcher (1836-1912), originaire de Pennsylvanie et qui fit fortune dans l'industrie du bois au Texas. Le bourg prit le nom de cet industriel. 

## Données géographiques
Le territoire communal de Lutcher a une superficie de 9 km2.

## Démographie
| Groupe            | Lutcher | Louisiane | États-Unis |
| ----------------- | ------- | --------- | ---------- |
| Afro-Américains   | 52,3    | 32,0      | 12,6       |
| Blancs            | 46,3    | 62,6      | 72,4       |
| Métis             | 1,0     | 1,6       | 2,9        |
| Asiatiques        | 0,2     | 1,6       | 4,8        |
| Autres            | 0,2     | 2,2       | 7,3        |
| Total             | 100     | 100       | 100        |
|                   |         |           |            |
| Latino-Américains | 0,5     | 4,3       | 16,7       |

Selon l'American Community Survey, pour la période 2011-2015, 96,10 % de la population âgée de plus de 5 ans déclare parler anglais à la maison, alors que 2,16 % déclare parler le français, 1,39 % l'espagnol et 0,34 % une autre langue.

## Personnalités liées à la ville
- James Mather, ancien maire de La Nouvelle-Orléans y est mort le 21 octobre 1821, dans son domaine de plantation de coton.
- Leon Roppolo (en), musicien de jazz et clarinettiste, né à Lutcher le 16 mars 1902.